# シネマボックス太陽
シネマボックス太陽（シネマボックスたいよう）は、長崎県佐世保市島地町のシネマ太陽ビル2内に所在し、有限会社スバル興業が運営している映画館（シネマコンプレックス）。
2005年（平成17年）1月31日に佐世保東宝ピカデリが、2011年（平成23年）9月30日に佐世保エクラン東宝が閉館したため、佐世保市唯一の映画館となった。

## 歴史
1955年に名画座「スバル座」として開業。その後ロードショー館「太陽劇場」を新設し2館体制となる。1986年に改築されリニューアルオープン。
当初は松竹の封切館を含めて4スクリーンだったが、2021年現在は7スクリーン・921席。また、「デジタル3Dシネマ」という名称でXpanDを導入し、3D上映に対応している。
非常に割引サービスが多く、例えば、自衛官割引やアメリカ海兵隊員割引、アニメショップ「アニメイト」のポイントカード『アニメイトカード』の提示による割引などがある。

### 各スクリーン
| シアター1 | 127席 | ドルビーデジタル |
| シアター2 | 88席  | ドルビーデジタル |
| シアター3 | 239席 | ドルビーデジタル |
| シアター4 | 252席 | ドルビーデジタル |
| シアター5 | 60席  | ドルビーデジタル |
| シアター6 | 50席  | ドルビーデジタル |
| シアター7 | 54席  | ドルビーデジタル |

## 訪れた著名人
- 仲里依紗
長崎県出身の女優。2010年3月20日、『時をかける少女』封切時の舞台挨拶で、同作の谷口正晃監督と共に来館。仲曰く、「自分の小遣いで友達と初めて映画を観に行った場所」だったとのこと[4]。
- 岡野雄一
漫画『ペコロスの母に会いに行く』原作者。2013年11月9日、同作を原作とする映画が長崎県内で先行公開された時の舞台挨拶で来館している[5]。